# Yoann Blanc

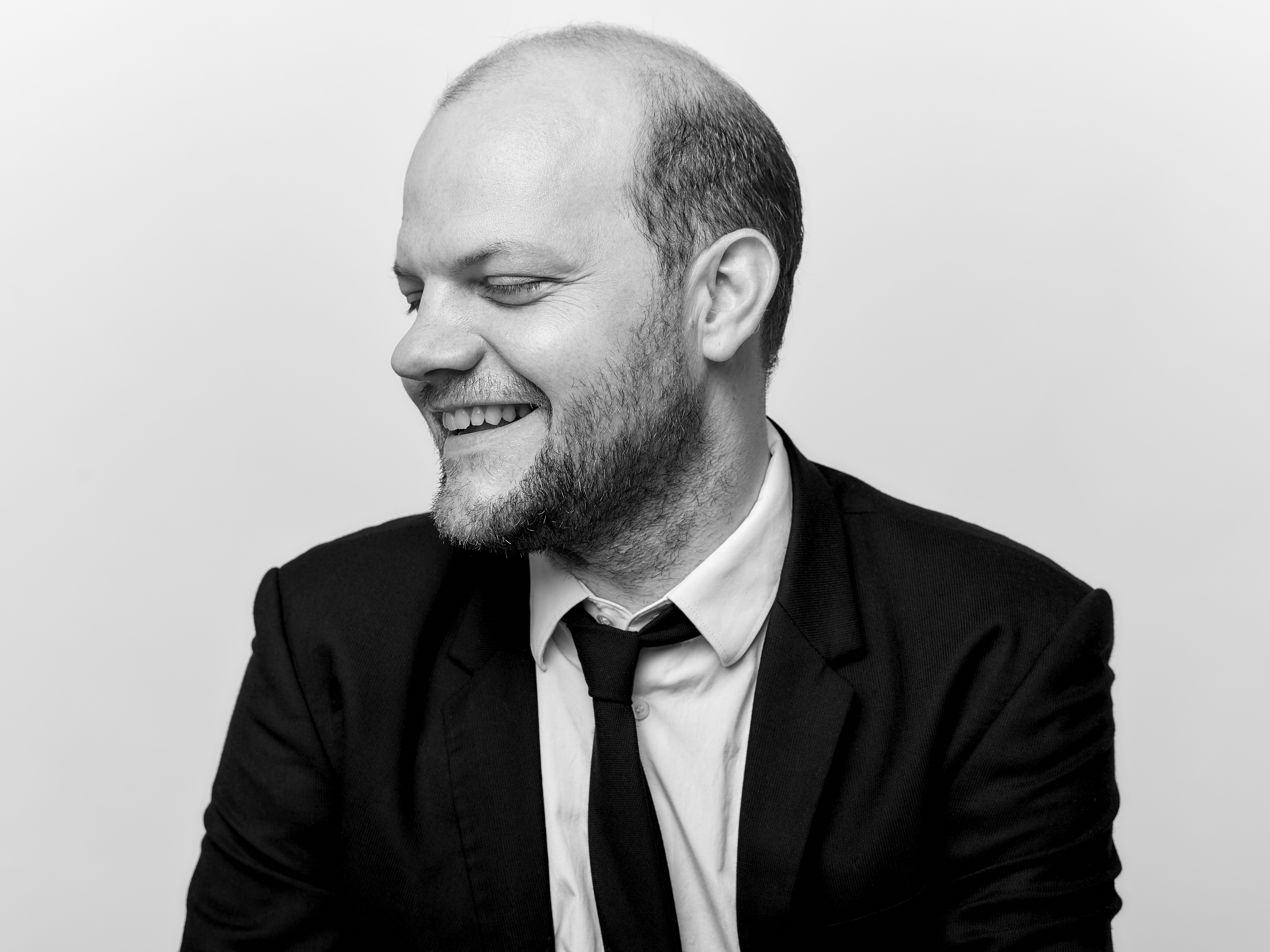
Yoann Blanc

Yoann Blanc (Ambilly (Frankrijk), 5 november 1975) is een Frans-Zwitsers theater-, film- en televisieacteur die in Brussel woont. Hij is het best bekend voor het spelen van de hoofdrol in de serie La trêve.
Hij studeerde aan het Institut National Supérieur des Arts du Spectacle et des techniques de diffusion.
In het theater heeft hij onder meer opgetreden onder leiding van Armel Roussel, Galin Stoev, Philippe Sireuil, Falk Richter, Michel Dezoteux, Alain Françon, Selma Alaoui en Aurore Fattier.

## Filmografie (selectie)
- 2011: De leur vivant
- 2016: Je me tue à le dire
- 2016: Un homme à la mer
- 2018: Une part d'ombre
- 2018: Fortuna
- 2019: Trois jours et une vie
- 2022: Pandore
- 2022: 1985

## Prijzen en nominaties
| Jaar | Prijs              | Categorie                   | Film              | Uitslag     |
| ---- | ------------------ | --------------------------- | ----------------- | ----------- |
| 2017 | Magritte du cinéma | Beste jong mannelijk talent | Un homme à la mer | Gewonnen    |
| 2019 | Magritte du cinéma | Beste acteur in een bijrol  | Une part d'ombre  | Genomineerd |

- Bibliothèque nationale de France: cb14669684p (data)
- Gemeinsame Normdatei: 1061989968
- International Standard Name Identifier: 0000 0000 0152 7227
- Nederlandse Thesaurus van Auteursnamen: 410695351
- Virtual International Authority File: 10110724
- WorldCat: E39PBJcC3MkY8Hjk9mTvBgB9Dq